# روبرت غيدز
روبرت غيدز (بالإنجليزية: Robert Geddes)‏ هو مهندس معماري أمريكي، ولد في 7 ديسمبر 1923 في فيلادلفيا في الولايات المتحدة.